# Ruth Rogan Benerito
Ruth Rogan Benerito (anglès: Ruth R. Benerito)  (Nova Orleans, 12 de gener de 1916 - Metairie, 5 d'octubre de 2013) va ser una química i inventora coneguda pel seu treball relacionat amb la indústria tèxtil, entre els quals destaquen el desenvolupament de rentar i usar teles de cotó. Va tenir 55 patents.

## Vida personal
Ruth Maria Rogan va néixer i es va criar a Nova Orleans. El seu pare, John Edward Rogan, era un enginyer civil i funcionari del ferrocarril. La seva mare, Bernadette Rogan, era una artista. Tots dos pares tenien estudis superiors.

## Educació
En una època en què les nenes no solien accedir a l'educació superior, el seu pare es va assegurar que les seves filles rebessin la mateixa educació que hi havia a l'abast dels nens. Va acabar la secundària a 14 anys i un any després va ingressar al Sophie Newcomb College, la universitat de les dones a la Universitat de Tulane, on va obtenir un grau en química, així com en física i matemàtiques. Es va graduar el 1935 i es va traslladar al Bryn Mawr College per completar un any més d'estudis. Després es va traslladar a Newcomb, on va ensenyar química mentre investigava en anàlisi quantitativa avançada, química física, química orgànica, cinètica i termodinàmica. Mentre treballava donant classes, Benerito anava a classes nocturnes per obtenir el grau de màster de la Universitat de Tulane. El 1948 va obtenir el doctorat per la Universitat de Chicago, on va dur a terme recerca en química física sota la direcció de Thomas F. Young. La seva tesi de doctorat es va titular "Coeficients d'activitat de HCl en solucions aquoses ternàries". Va deixar el seu treball com a professora auxiliar a la universitat de Newcomb el 1953 per anar a treballar al Southern Regional Research Center del Departament d'Agricultura dels Estats Units (USDA) a Nova Orleans, on va passar la major part de la seva carrera.
A l'USDA va començar treballant en un Programa del Laboratori de llavors oleaginoses i el 1955 va passar a directora del projecte. El 1958 va ser ascendida a cap del Laboratori de Química Col·loidal del Cotó i el 1959 es va convertir en la líder d'investigació del Grup d'Investigació Química Física del Laboratori de Reacció del Cotó. En el període 1960-1981 va ser professora suplent de la Universitat de Tulane on el 1972 va completar estudis postdoctorals de biofísica. Durant aquest temps també va treballar com a professora a la Universitat de Nova Orleans. Es va retirar de l'USDA el 1986, però va continuar ensenyant a temps parcial a Tulane i la Universitat de Nova Orleans.

## Aportacions

### La invenció de la fibra sense arrugues
Ruth Benerito és més famosa pel seu treball en relació amb l'ús de clorurs d'àcids monobàsics en la producció de cotó, amb la qual té 55 patents, la qual cosa permet més roba lliure d'arrugues i duradora. Ella va inventar aquestes teles de cotó rentat-i-desgast mentre treballava en el Departament d'Agricultura dels Estats Units (USDA) laboratoris a Nova Orleans el 1950. Abans d'aquesta innovació, una família necessitava un temps considerable per planxar la roba. Benerito va trobar una manera de tractar químicament la superfície de cotó que va portar no només a la tela resistent a les arrugues, sinó també a les taques i teles resistents a les flames. La invenció es deia que havia "salvat la indústria del cotó".
El secret de la invenció és l'ús d'un procés anomenat de reticulació. El cotó es compon d'un material anomenat cel·lulosa. Igual que les fibres de niló i polièster sintètics, la cel·lulosa és un polímer; és a dir, les seves molècules tenen la forma de llargues cadenes que contenen molts milers d'àtoms. La forma allargada, en forma de cadena de les molècules és el que fa de cel·lulosa, com el niló i el polièster, una bona fibra. Ella va descobrir una manera de tractar les fibres de cotó de manera que les cadenes de molècules de cel·lulosa s'uneixen químicament. Aquest procediment es coneix com a reticulació, i fa al cotó resistent a les arrugues.
Al principi es creia que la reticulació estava fent la tela de cotó resistent a les arrugues mitjançant l'enfortiment de les seves fibres, però la quantitat de reticulació utilitzada en el seu tractament és petita i no afegeix molta força. Ella va desenvolupar una nova teoria sobre com funciona la reticulació. Se sap que les molècules de cel·lulosa es poden enganxar entre si per mitjà dels febles enllaços d'hidrogen entre molècules. Va proposar que un efecte secundari del seu procés de reticulació era l'enfortiment dels enllaços d'hidrogen, que feia el material resistent a les arrugues.

### Equip de laboratori
La investigació de Benerito va conduir al desenvolupament de fibres vítries que van resultar útils en la fabricació d'equipament de laboratori.

### El mètode d'alimentació de soldats greument ferits
A més de la seva contribució a la indústria tèxtil, durant la Guerra de Corea, va desenvolupar un mètode per donar greix per via intravenosa a pacients que estaven massa malalts per menjar, mètode que es va fer servir per alimentar els soldats ferits de gravetat.

## Premis
- 1968 Federal Woman Award.
- 1968 Southern Chemist Award.
- 1970 Garvan Medal.
- 1972 Southwest Regional Award of Societat Química Americana.
- 1981 Honorary degree, Tulane University.
- 2002 Lemelson-MIT Lifetime Achievement Award.
- 2008 National Inventors Hall of Fame.[7]